# هایشت (آلمان)
هایشت (به آلمانی: Heist) یک شهر در آلمان است که در Pinneberg واقع شده‌است. هایشت ۲٬۸۲۸ نفر جمعیت دارد.